# Lee Min-ah
Lee Min-ah (sinh ngày 8 tháng 11 năm 1991) là một cầu thủ bóng đá nữ người Hàn Quốc đấu ở vị trí tiền vệ câu lạc bộ Incheon Hyundai Steel Red Angels và Đội tuyển bóng đá nữ quốc gia Hàn Quốc.
Lee Min-ah thường được biết đến là cầu thủ bóng đá với vẻ ngoài dễ thương.
Ngày 12 tháng 12 năm 2021, Lee Min-ah đã kết hôn với cầu thủ bóng đá Lee Woo-hyuk.

## Sự nghiệp Câu lạc bộ

### incheon Hyundai Steel Red Angels (2012–2017)
Sau khi đấu cho trường Cao đẳng Yeungjin từ năm 2010 đến năm 2012,Lee gia nhập Incheon Hyundai Steel Red Angels tại WK League. Năm 2015, Lee ghi được 6 bàn thắng và được 5 pha kiến tạo trong 26 lần ra sân. Năm 2016, cô ghi được 7 bàn thắng trong 23 lần ra sân. Năm 2017, Lee kết thúc mùa giải với 14 bàn thắng và 28 lần ra sân.

### INAC Kobe Leonessa (2018-nay)
Vào tháng 12 năm 2017, Lee gia nhập câu lạc bộ INAC Kobe Leonessa. Vào ngày 24 tháng 9 năm 2018, Lee đã ghi một cú đúp trong chiến thắng 5-1 trước Mynavi Vegalta Sendai.

## Sự nghiệp Quốc tế

### Đội tuyển quốc gia
Lee là người của đội U-20 kết thúc ở hạng 3 tại Giải vô địch bóng đá nữ U-20 thế giới 2010. Vào ngày 15 tháng 2 năm 2012, lee ra mắt cho Hàn Quốc trong trận thua 1-0 trước Bắc Triều Tiên.
Vào ngày 21 tháng 1 năm 2016, cô đã ghi bàn thắng đầu tiên trong chiến thắng 5-0 trước Việt Nam tại Giải đấu Four Nations 2016 (bóng đá nữ)

### Giải vô địch Đông Á nữ EAFF 2015
Ngày 15 tháng 2 năm 2012, Lee có trận đấu ra mắt trong trận đấu với CHDCND Triều Tiên trong. Vào ngày 15 tháng 2 năm 2012, trong trận đấu với CHDCND Triều Tiên, Lee đã có trận đấu đầu tiên sau khi được ra sân phút 72.
Tháng 10 năm 2013, Lee không được chọn vào đội tuyển quốc gia, nhưng ngày 1 tháng 8 năm 2015, Lee được chọn thay cho Yoo Young-ah tại Giải vô địch Đông Á nữ EAFF 2015, và đấu trận đầu tiên cho đội tuyển quốc gia.

### Bàn thắng quốc tế
| Bàn thắng | Năm                  | Đối thủ           | Bàn  | Kết quả | Giải                                 |
| --------- | -------------------- | ----------------- | ---- | ------- | ------------------------------------ |
| 1         | 21 tháng 1 năm 2016  | Việt Nam          | 1–0  | 5–0     | Giải đấu Four Nations 2016           |
| 2         | 8 tháng 11 năm 2016  | Guam              | 6–0  | 13–0    | Giải vô địch bóng đá nữ Đông Á 2017  |
| 3         | 8 tháng 11 năm 2016  | Guam              | 12–0 | 13–0    | Giải vô địch bóng đá nữ Đông Á 2017  |
| 4         | 11 tháng 11 năm 2016 | Hồng Kông         | 3–0  | 14–0    | Giải vô địch bóng đá nữ Đông Á 2017  |
| 5         | 14 tháng 11 năm 2016 | Đài Bắc Trung Hoa | 1–0  | 9–0     | Giải vô địch bóng đá nữ Đông Á 2017  |
| 6         | 5 tháng 4 năm 2017   | Ấn Độ             | 2–0  | 10–0    | Vòng loại Cúp bóng đá nữ châu Á 2018 |
| 7         | 28 tháng 2 năm 2018  | Nga               | 1–0  | 3–1     | 2018 Algarve Cup                     |
| 8         | 6 tháng 3 năm 2018   | Thụy Điển         | 1–1  | 1–1     | 2018 Algarve Cup                     |
| 9         | 13 tháng 4 năm 2018  | Việt Nam          | 3–0  | 4–0     | Cúp bóng đá nữ châu Á 2018           |
| 10        | 13 tháng 4 năm 2018  | Việt Nam          | 4–0  | 4–0     | Cúp bóng đá nữ châu Á 2018           |
| 11        | 16 tháng 4 năm 2018  | Philippines       | 2–0  | 5–0     | Cúp bóng đá nữ châu Á 2018           |
| 12        | 24 tháng 8 năm 2018  | Hồng Kông         | 5–0  | 5–0     | Đại hội Thể thao châu Á 2018         |
| 13        | 28 tháng 8 năm 2018  | Nhật Bản          | 1–1  | 1–2     | Đại hội Thể thao châu Á 2018         |
| 14        | 31 tháng 8 năm 2018  | Đài Bắc Trung Hoa | 3–0  | 4–0     | Đại hội Thể thao châu Á 2018         |
| 15        | 17 tháng 9 năm 2021  | Mông Cổ           | 4–0  | 12–0    | Vòng loại Cúp bóng đá nữ châu Á 2022 |

## Tham Khảo
1. ↑  김현회 (ngày 19 tháng 11 năm 2021). "[단독] '여자축구 간판' 이민아, 경남FC 이우혁과 내달 결혼". 스포츠니어스 (bằng tiếng Hàn). Truy cập ngày 19 tháng 5 năm 2022.
2. ↑  イ ミナ選手 新加入のお知らせ (bằng tiếng Nhật). INAC Kobe Leonessa. ngày 12 tháng 12 năm 2017. Bản gốc lưu trữ ngày 8 tháng 6 năm 2019. Truy cập ngày 23 tháng 3 năm 2018.
3. ↑  "WK League player stats" (bằng tiếng Hàn). WK League. Bản gốc lưu trữ ngày 12 tháng 6 năm 2018. Truy cập ngày 10 tháng 3 năm 2018.
4. ↑  イ ミナ選手 新加入のお知らせ (bằng tiếng Nhật). INAC Kobe Leonessa. ngày 12 tháng 12 năm 2017. Bản gốc lưu trữ ngày 8 tháng 6 năm 2019. Truy cập ngày 23 tháng 3 năm 2018.
5. ↑  "2018プレナスなでしこリーグ1部［第1節］vs日体大FIELDS横浜の試合結果" (bằng tiếng Nhật). INAC Kobe Leonessa. Bản gốc lưu trữ ngày 8 tháng 6 năm 2019. Truy cập ngày 23 tháng 3 năm 2018.
6. ↑  "2018プレナスなでしこリーグ1部［第12節］vsマイナビベガルタ仙台レディース 試合結果" (bằng tiếng Nhật). INAC Kobe Leonessa. ngày 24 tháng 9 năm 2018. Bản gốc lưu trữ ngày 8 tháng 6 năm 2019. Truy cập ngày 26 tháng 9 năm 2018.
7. ↑  "Kaiser: South Korean players to watch ahead of USWNT matches". Equalizer Soccer. Truy cập ngày 10 tháng 3 năm 2018.
8. ↑  "Lee Mina player profile" (bằng tiếng Hàn). Korea Football Association. Truy cập ngày 10 tháng 3 năm 2018.